# Mina canta o Brasil
Mina canta o Brasil — восемнадцатый студийный альбом итальянской певицы Мины, выпущенный в 1970 году на лейбле PDU. Альбом, вдохновлённый бразильской культурой, полностью записан на португальском языке (это уже второй альбом певицы после Mina for You, который записан только на иностранном языке).
Семь песен из одиннадцати на альбоме раньше были исполнены Миной на итальянском языке. Среди них: «Canto de ossanha» (под названием «Chi dice non dà» из альбома «Mina alla Bussola dal vivo»), «Upa neguinho» («Allegria», из Mina alla Bussola dal vivo), «Que maravilha» («Che meraviglia» из следующего альбома …quando tu mi spiavi in cima a un batticuore…), «A banda» («La banda» из Sabato sera - Studio Uno ’67), «Tem mais samba» («C'è più samba» изMina alla Bussola dal vivo), «A praça» («Dai dai domani», бисайд сингла «Non credere»), «Nem vem que não tem» («Sacumdì sacumdà» из Canzonissima ’68).
В 2018 году журнал Rolling Stone поместил его на 1-е место в списке самых недооценённых альбомов Мины.

## Список композиций
| №                   | Название                     | Автор(ы)                           | Длительность |
| ------------------- | ---------------------------- | ---------------------------------- | ------------ |
| 1.                  | «Canto de Ossanha»           | Винисиус ди Морайс, Баден Пауэлл   | 2:39         |
| 2.                  | «Com açúcar, com afeto»      | Шику Буарки                        | 4:21         |
| 3.                  | «Upa neguinho»               | Эду Лобу, Джанфранческо Гварньери  | 2:08         |
| 4.                  | «Todas as mulheres do mundo» | Эрасму Карлос                      | 2:57         |
| 5.                  | «Que maravilha»              | Жоржи Бен Жор, Антонио Печчи Филью | 2:31         |
| 6.                  | «A banda»                    | Шику Буарки                        | 2:30         |
| Общая длительность: | Общая длительность:          | Общая длительность:                | 17:06        |

| №                   | Название                     | Автор(ы)                      | Длительность |
| ------------------- | ---------------------------- | ----------------------------- | ------------ |
| 1.                  | «Canção latina»              | Олмир Стокер, Витор Мартинс   | 2:59         |
| 2.                  | «Tem mais samba»             | Шику Буарки                   | 3:27         |
| 3.                  | «Sentado à beira do caminho» | Роберту Карлус, Эрасму Карлос | 6:00         |
| 4.                  | «A praça»                    | Карлош Империау               | 3:01         |
| 5.                  | «Nem vem que não tem»        | Карлош Империау               | 2:34         |
| Общая длительность: | Общая длительность:          | Общая длительность:           | 18:01        |